# Eupithecia actaeata
Eupithecia actaeata is een nachtvlinder uit de familie van de spanners (Geometridae).
De spanwijdte van deze vlinder is 19 tot 24 millimeter.
De soort gebruikt christoffelkruid (Actaea spicata) als waardplant. De wetenschappelijke naam actaeata verwijst naar deze waardplant. De soort vliegt in twee jaarlijkse generaties van eind mei tot in augustus. De rups is te vinden van juni tot september. De pop overwintert.
De soort komt voor van West-Europa tot Japan. In Europa van Fennoscandinavië tot de Alpen. In België is de soort alleen bekend uit de provincie Namen. In Nederland komt hij niet voor.